# Ayoxuxtla
Ayoxuxtla (Ayoxuxtla de Zapata) es una población del suroeste del estado mexicano de Puebla. En ella fue firmado el 28 de noviembre de 1911 por Emiliano Zapata el Plan de Ayala.

## Historia

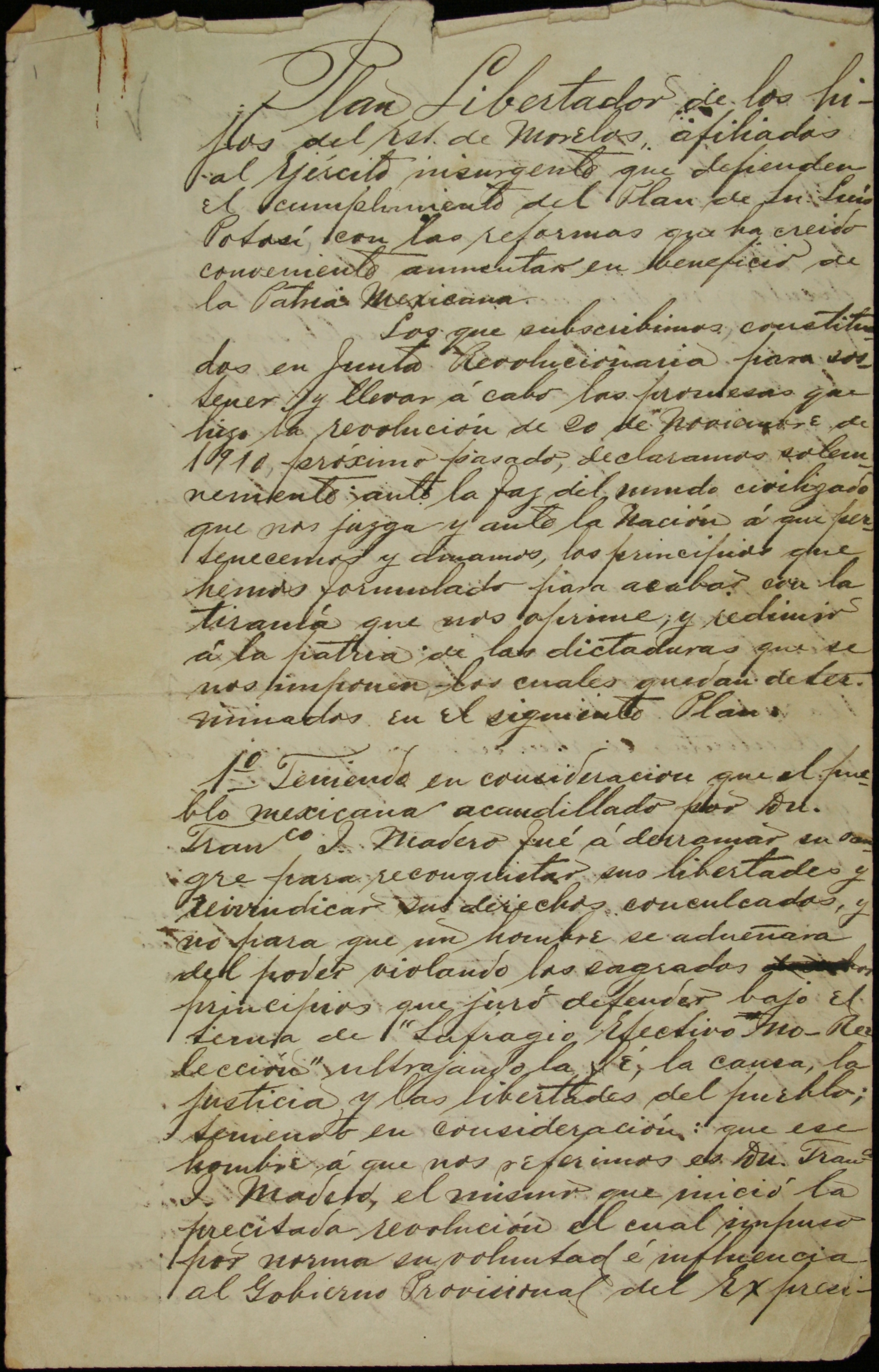
El Plan de Ayala, redactado en Ayoxuxtla.

Ayoxuxtla fue una localidad perteneciente inicialmente al municipio de Cohetzala y cuando en 1921 este fue suprimido, pasó a formar parte del municipio de Chiautla. El 1 de octubre de 1923 fue restaurado el municipio de Cohetzala, y finalmente el 11 de mayo de 1926 al ser creado el municipio de Huehuetlán el Chico quedó incluida en él.
Entre el 26 y el 28 de noviembre de 1911 se reunieron en Ayoxuxtla, Emiliano Zapata y sus principales jefes y oficiales, para discutir y redactar el documento que sustentaría ideológicamente la lucha revolucionario en el sur del país y que reivindicaba como su principal objetivo la restitución de la tierra a los campesinos. 
Esta lucha, que había impulsado a Zapata a unirse al Plan de San Luis promulgado por Francisco I. Madero no se había sido satisfecha por lo que el 25 de noviembre del mismo año los zapatistas se alzaron en armas contra Madero al considerar que había traicionado sus promesas e ideales; el Plan redactado tendría como propósito sustentar dicha lucha armada. 
Inicialmente debería de haberse redactado en la villa de Ayala —de donde proviene su nombre—, pero ante el acoso de las fuerzas federales, Zapata dispuso el traslado de sus tropas a la Sierra Mixteca de Puebla, eligiendo a Ayapuxco como el punto más seguro y ahí citó a los concurrentes.
Las reuniones se realizaron los tres días de noviembre mencionados, dándose las discusiones y redacción del plan por Zapata y Otilio Montaño. El plan fue firmado por la tarde del día 27 de noviembre y al día siguiente por la mañana fue leído públicamente y solemnemente proclamado. Tras una serie de festejos por el acto, Zapata abandonó Ayoxuxtla con rumbo a Jolalpan.
En recuerdo al hecho, Ayoxuxtla fue oficialmente denominado como Ayoxuxtla de Zapata por decreto del 25 de noviembre de 1975, sin embargo es actualmente conocida por el nombre combinado de Ayoxuxtla (Ayoxuxtla de Zapata).
Ayoxuxtla fue una de las localidades más afectadas por el terremoto del 19 de septiembre de 2017 que dejó como saldo la destrucción de la mayor parte de las edifaciones como viviendas, la iglesia, escuela y el Museo Comunitario dedicado a la firma del Plan de Ayala.

## Localización y demografía
Ayoxuxtla se encuentra localizad en el extremo suroeste del estado de Puebla, en la región Mixteca; forma parte del municipio de Huehuetlán el Chico, del que sin embargo se encuentra geográfica aislada, constiyuendo un exclave del mismo, situado entre los municipios de Chiautla, Cohetzala y Jolalpan.
Sus coordenadas geográficas son 18°16′17″N 98°45′43″O / 18.27139, -98.76194 y se sitúa a una altitud de 1 050 metros sobre el nivel del mar. Su única vía de comunicación es una carretera de orden estatal que la comunica con Santa María Cohetzala, viviendo en una situación de marcado aislamiento geográfico que redunda en la alta tasa de marginación de sus habitantes.
De acuerdo a los resultados del Censo de Población y Vivienda realizado en 2010 por el Instituto Nacional de Estadística y Geografía, la población total de Ayoxuxtla es de 525 personas, de las que 220 son hombres y 305 son mujeres.

## Ciudades hermanadas
- Ciudad Ayala (México) (2011)[6]